# راستی از چاه خود برون می‌آید
راستی با شلاقی از چاه می‌آید تا بشریت را مجازات کند (به فرانسوی: La Vérité sortant du puits armée de son martinet pour châtier l'humanité) یک نقاشی اثر ژان-لئون ژروم از سال ۱۸۹۶ میلادی است.

## بررسی اجمالی
ژروم در سال ۱۸۹۵ میلادی اثر مشابهی به نام راستی پرورش‌دهنده در چاهی دراز کشیده و توسط دروغ‌گویان و بازیگران کشته شده‌است (به فرانسوی: Mendacibus et histrionibus occisa in puteo jacet alma Veritas) را خلق کرد. گفته می‌شود که این دو نقاشی (و نقاشی مشابه دیگری از ادوار دبا-پونسان) واکنشی به ماجرای دریفوس بوده‌اند. همچنین گفته می‌شود که این نقاشی ابراز خصومت ژروم نسبت به جنبش امپرسیونیسم است.
نام این نقاشی برگرفته از گفتاورد دموکریت «از حقیقت چیزی نمی‌دانیم زیرا در چاه است» است. برهنگی مدل این نقاشی نیز اشاره به اصطلاح حقیقت لخت دارد. به گفته زندگی‌نامه نگار او، چارلز مورو- وُتیر، ژروم این نقاشی را بالای تخت خوابش آویزان کرده بود و پس از مرگش در سال ۱۹۰۴ میلادی پیکرش درحالی که دستش را به حالت وداع به سمت این نقاشی دراز کرده بود، پیدا شد.

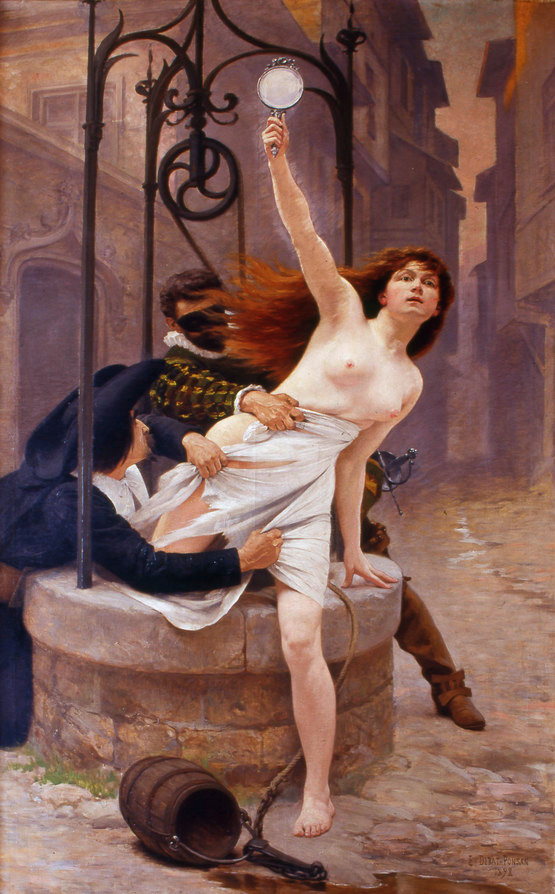
نقاشی Nec Mergitur (به فارسی: او غیرقابل غرق کردن است) اثر ادوار دبا-پونسان در ۱۸۹۸ میلادی است. واکنش روحانی در تلاش برای برگرداندن حقیقت در چاه است.

این نقاشی در سالن در سال ۱۸۹۶ میلادی به نمایش گذاشته‌شد. از سال ۱۹۸۷ تا کنون در موزه اَن بوژو در شهر مولن، الیه در فرانسه نگهداری می‌شود.